# Philoxenus desertorum
Philoxenus desertorum är en skalbaggsart som beskrevs av Miłosz A. Mazur 1991. Philoxenus desertorum ingår i släktet Philoxenus och familjen stumpbaggar. Inga underarter finns listade i Catalogue of Life.